# Parma (priimek)
Parma je priimek v Sloveniji in tujini. Po podatkih Statističnega urada Republike Slovenije je na dan 1. januarja 2010 v Slovenjiji uporabljalo ta priimek 10 oseb.  

## Znani slovenski nosilci priimka
- Bruno Parma (*1941), šahovski velemojster
- Viktor Parma (1858—1924), pravnik in skladatelj

## Znani tuji nosilci priimka
- Jiři Parma (*1963), češki smučarski skakalec